# Silver City (New Mexico)
Silver City er en amerikansk by og administrativt centrum i det amerikanske county Grant County, i staten New Mexico. I 2000 havde byen et indbyggertal på 10.545.

## Ekstern henvisning
- Silver Citys hjemmeside (engelsk) Arkiveret 5. december 2006 hos  Wayback Machine

- Wikimedia Commons har flere filer relateret til Silver City (New Mexico)

32°46′21″N 108°16′46″V / 32.7725°N 108.27936°V